# Farafangana
Farafangana – miasto na wschodnim wybrzeżu Madagaskaru, w pobliżu ujścia rzeki Manampatrana do Oceanu Indyjskiego. Stolica regionu Atsimo-Atsinanana. Według spisu z 2018 roku liczy 34,7 tys. mieszkańców. Okolice miasta słyną z dużych plantacji pieprzu. 
W pobliżu miasta znajduje się port lotniczy Farafangana.